# وینسلو (ویرجینیای غربی)
وینسلو (به انگلیسی: Winslow) یک منطقهٔ مسکونی در ایالات متحده آمریکا است که در شهرستان وین، ویرجینیای غربی واقع شده‌است. وینسلو ۱۸۷٫۱۵ متر بالاتر از سطح دریا واقع شده‌است.